# Caius Lungu
Caius Lungu (Timișoara, Rumania; 2 de junio de 1989 – Timișoara, Rumania; 23 de julio de 2025) fue un futbolista de Rumania que jugó en las posiciones de lateral derecho y centrocampista.

## Equipos
| Periodo   | Club                   |
| --------- | ---------------------- |
| 2008–2009 | ALTO Gradimento Albina |
| 2009–2010 | ACS Fortuna Covaci     |
| 2010–2013 | CSU Voința Sibiu       |
| 2013      | Râmnicu Vâlcea         |
| 2013–2019 | Colorno Calcio         |
| 2019–2020 | FC Ripensia Timișoara  |
| 2020–2021 | CSM Reșița             |
| 2021–2023 | ACS Pobeda Stár Bišnov |
| 2023–2025 | FC Ripensia Timișoara  |

## Muerte
Lungu murió en su natal Timișoara de un ataque cardíaco el 23 de julio de 2025 a los 36 años.